# Pedro Romaniuk
Pedro Romaniuk (n. en 1923 en Médanos, provincia de Buenos Aires - f. el 21 de febrero del 2009) fue un investigador pionero de la ufología en Argentina.
Amigo del artista Benjamín Solari Parravicini, quien se hizo reconocido por una serie de dibujos proféticos que realizó a lo largo de su vida, fue considerado uno de los pocos discípulos del mismo.
Durante la década de 1960 comenzó a interesarse en la ufología, campo donde se le considera pionero en su país. Escribió 24 libros, el primero de ellos en 1969.
Fundó el F.I.C.I. (Fundación Instituto Cosmobiofísico de Investigaciones) localizado en la localidad de Virrey del Pino, donde en sus instalaciones construyó, entre otras cosas, varias pirámides a donde se podía ingresar y Pedro Romaniuk daba sus charlas. La principal, de unos 5 metros de altura, denominada “laboratorio psicotrónico”, tiene un cristal de cuarzo en la punta y dispone de un sector interno para la colocación de una batería de cristales.
Debido a una caída en noviembre de 2008 fue internado con fractura de cadera. Además, se le sumaron complicaciones respiratorias y en los riñones (se realizaba diálisis tres veces por semana), y falleció el 21 de febrero de 2009 por un paro cardiorrespiratorio a la edad de 86 años.

## Libros y Audiolibros
- 1977 - Desde el cosmos nos vigilan Desde el cosmos nos vigilan, Edición del autor, enero (1986), p. 328, ISBN 978-950-43-0807-2.
- 1979 - Discos voladores: La tierra y el hombre Discos voladores: La tierra y el hombre, Adiax Ediciones, (1979), p. 130.
- 1984 - Babilonia 1984-85.91: Psicotrónica Y Piramides Babilonia 1984-85.91, Edición del autor, enero (1984), p. 300, ISBN 978-950-562-920-6.
- 1984 - Aus dem Kosmos werden wir üeswacht Aus dem Kosmos werden wir üeswacht, Edición del autor, enero (1984), p. 264, ISBN 978-950-562-918-3.
- 1984 - Texto de ciencia extraterrestre Texto de ciencia extraterrestre, Edición del autor, enero (1984), p. 430, ISBN 978-950-562-917-6.
- 1984 - Babilonia 1984-85.91: Psicotrónica Y Piramides Babilonia 1984-85.91, Edición del autor, enero (1984), p. 300, ISBN 978-950-562-920-6.
- 1984 - Aus dem Kosmos werden wir üeswacht Aus dem Kosmos werden wir üeswacht, Edición del autor, enero (1984), p. 264, ISBN 978-950-562-918-3.
- 1984 - Texto de ciencia extraterrestre Texto de ciencia extraterrestre, Edición del autor, enero (1984), p. 430, ISBN 978-950-562-917-6.
- 1986 - Naves extraterrestres y sus incursiones a la Tierra Naves extraterrestres..., Editorial Larín, enero (1986), p. 172, ISBN 978-950-9817-01-2.
- 1986 - Argentina, tierra bendita Argentina tierra bendita, Distal S.R.L., enero (1986), p. 176, ISBN 978-950-9495-07-4.
- 1986 - La Tierra está temblando La Tierra está temblando, Editorial Larín, enero (1986), p. 128, ISBN 978-950-9817-00-5.
- 1987 - Apocalipsis y la nueva era Apocalipsis y la nueva era, Editorial Larín, enero (1987), p. 304, ISBN 978-950-9817-02-9.
- 1988 - Contactos extraterrestres y astrales Contactos extraterrestres y astrales, Distal S.R.L., enero (1988), p. 304, ISBN 978-950-9495-09-8.
- 1988 - Nueva era y hombres nuevos Nueva era hombre nuevo, Editorial Larín, enero (1988), p. 228, ISBN 978-950-9817-03-6.
- 1989 - La vida después de la muerte La vida después de la muerte, Editorial Larín, julio (1989), p. 288, ISBN 978-950-9817-04-3.
- 1990 - Aldys Aldys, Editorial Larín, junio (1990), p. 220, ISBN 978-950-9817-05-0.
- 1991 - Los extraterrestres, la guerra atómica y las armas psicotrónicas Los extraterrestres, la guerra atómica y las armas psicotrónicas, Editorial Larín, (1991), p. 215.
- 1992 - Cono Sur "Faro de Luz" en el mundo Cono Sur, Editorial Larín, julio (1992), p. 248, ISBN 978-950-9817-06-7.
- 1993 - Argentina, tierra bendita: discos voladores sobre América Argentina tierra bendita, Edición del autor, agosto (1993), p. 171, ISBN 978-950-43-4979-2.
- 1995 - Angel guardián y guías de humanos que mueren Angel guardián y guías de humanos..., Edición del autor, noviembre (1995), pp. Audiolibro, ISBN 978-950-43-6686-7.
- 1995 - Partidas inesperadas hacia la muerte Partidas inesperadas hacia la muerte, Edición del autor, noviembre (1995), pp. Audiolibro, ISBN 978-950-43-6685-0.
- 1995 - Psicoterapia en laboratorio psicotrónico Psicoterapia en laboratorio psicotrónico, Edición del autor, noviembre (1995), pp. Audiolibro, ISBN 978-950-43-6684-3.
- 1995 - Psicoterapia de los ángeles Psicoterapia de los ángeles, Edición del autor, noviembre (1995), pp. Audiolibro, ISBN 978-950-43-6683-6.
- 1995 - La nueva civilización La nueva civilización, Edición del autor, noviembre (1995), pp. Audiolibro, ISBN 978-950-43-6682-9.
- 1996 - María... María y María María... María y María, Edición del autor, marzo (1996), pp. Audiolibro, ISBN 978-950-43-7108-3.
- 1997 - Segundo mensaje de Cristo Jesús Segundo mensaje de Cristo Jesús, Edición del autor, marzo (1997), pp. Audiolibro, ISBN 978-950-43-8217-1.
- 1997 - Tercer mensaje de Jesucristo Tercer mensaje de Jesucristo, Edición del autor, mayo (1997), pp. Audiolibro, ISBN 978-950-43-8431-1.
- 1998 - Psicoterapia psicotrónica piramidal Psicoterapia psicotrónica piramidal, Editorial Larín, septiembre (1998), p. 168, ISBN 978-950-9817-07-4.
- 1999 - Conexión con el yo soy Conexión con el yo soy, Edición del autor, enero (1999), pp. Audiolibro, ISBN 978-987-43-1354-6.
- 2000 - Energía de Dios o del apocalipsis Energía de Dios o del apocalipsis, Editorial Larín, enero (2000), p. 168, ISBN 978-950-9817-08-1.
- 2001 - Reencuentro con Jesucristo y Virgen María Reencuentro con Jesucristo y Virgen María, Editorial Larín, agosto (2001), ISBN 978-987-43-3631-6.
- 2002 - Angel guardián de humanos que mueren Angel guardián de humanos que mueren, Edición del autor, septiembre (2002), pp. Audiolibro, ISBN 978-987-43-5009-1.
- 2002 - Para dormir... vencer el pánico, miedo y temor Vencer el pánico, miedo y temor, Edición del autor, septiembre (2002), pp. Audiolibro, ISBN 978-987-43-5008-4.
- 2003 - Para detener el stress, el temor y el miedo Para detener el stress, el temor y el miedo, Edición del autor, septiembre (2003), pp. Audiolibro, ISBN 978-987-43-6550-7.
- 2004 - Verdad y Razón de los Niños Índigos y Cristal Razón y verdad de los niños índigos y cristal, Edición del autor, agosto (2004), p. 170, ISBN 978-987-43-7976-4.
- 2007 - Profecías inéditas y finales de Benjamín Solari Parravicini Profecías inéditas y finales de B.S. Parravicini, Editorial Larín, abril (2007), p. 202, ISBN 978-950-9817-09-8.
- 2008 - Visiones de vida y muerte Visiones de vida y muerte, Editorial De la Orilla, marzo (2000), p. 172, ISBN 978-950-9059-20-7.

Nota 1: → Libros en ISBN.org.ar.

Nota 2: → Libros de Pedro Romaniuk en Google Books..